# Matilda (spin)
Matilda is een monotypisch geslacht van spinnen uit de  familie van de Cyatholipidae.

## Soort
- Matilda australia Forster, 1988